# Black Box Diaries
Black Box Diaries är en brittisk-japansk dokumentärfilm som hade premiär på Sundance Film Festival den 20 januari 2024. Filmen är regisserad och producerad av Shiori Itō.

## Handling
I filmen berättar journalisten Shiori Itō sin självupplevda bild av det japanska patriarkala rättssystemet. Filmen skildrar hennes personliga kamp för rättvisa och blottlägger både individuella trauman och institutionella brister, och blev en viktig milstolpe för #MeToo i Japan.